# 8457-es mellékút (Magyarország)
A 8457-os számú mellékút egy bő 12 kilométer hosszú, négy számjegyű mellékút Vas vármegye területén; Jánosháza városát köti össze a tőle délre, illetve északnyugatra fekvő szomszéd településekkel.

## Nyomvonala
Nemeskeresztúr belterületének délnyugati peremén ágazik ki a 84-es főútból, annak a 36+200-as kilométerszelvénye közelében, észak felé. Első kilométerén a község belterületének nyugati szélén halad végig, párhuzamosan a Boba–Bajánsenye-vasútvonal vágányaival, azok keleti oldalán; közben a 800-as méterszelvénye táján beletorkollik a 7325-ös út Csabrendek-Veszprémgalsa felől, bő 14 kilométer megtételét követően, majd pedig elhalad a vasút Nemeskeresztúr vasútállomása mellett. 1,4 kilométer után átlép Karakó területére, de lakott területeket ott nemigen érint.
2,3 kilométer után szintbeli, nyílt vonali keresztezéssel átvált a vasút nyugati oldalára és északnyugati irányba fordul, így szeli át Jánosháza határát, nagyjából a 2+750-es kilométerszelvényénél. 3,3 kilométer után keresztezi a 8-as főutat, annak 113+400-as kilométerszelvénye táján, a keresztezést elhagyva pedig már belterületen folytatódik, Sümegi utca néven. 3,7 kilométer után elhalad Jánosháza megállóhely mellett, majd a központ déli részén beletorkollik kelet felől a 7381-es út, Karakó központja irányából.
Innen a Berzsenyi Dániel utca nevet viseli, és néhány száz méterrel arrébb, 4,6 kilométer után még egy nagyobb elágazása következik: a 8435-ös út ágazik ki ott belőle, amely a 8-as főúttal kapcsolja össze a településközpontot. 5,5 kilométer után hagyja el Jánosháza utolsó házait, majd kevéssel azután, egy terebélyes deltacsomópontban kiágazik belőle északkelet felé a Celldömölkre vezető 8429-es út. Még egy elágazása van jánosházi területen: 6,6 kilométer után egy alsóbbrendű út indul ki belőle nyugatnak, Körtvélyespuszta településrészre.
8,9 kilométer után, egy határozott irányváltással átlép Kissomlyó területére. A község déli széle előtt beletorkollik délről a 8436-os út Duka felől, majd északnak fordul, így lép be a belterületre, Kossuth utca néven. Nagyjából 11,3 kilométer után hagyja el a falu legészakibb házait, elhalad a nevét adó bazaltvulkáni tanúhegy, a Kis-Somlyó mellett, a 12. kilométere után pedig eléri Borgáta határszélét. Hátralévő szakaszán majdnem végig a határvonalat kíséri, de az utolsó métereire visszatér Kissomlyó területére, így ér véget, beletorkollva a 84-es főútba, annak a 46+850-es kilométerszelvénye közelében.
Teljes hossza, az országos közutak térképes nyilvántartását szolgáló kira.gov.hu adatbázisa szerint 12,553 kilométer.

## Története
Az 1960-as években a térségen áthaladó főút része volt, akkor még 752-es útszámozással; az 1967 körüli években került a főút új, Jánosházát elkerülő nyomvonalra, és azt követően lett mellékúttá visszasorolva.

## Települések az út mentén
- Nemeskeresztúr
- (Karakó)
- Jánosháza
- Kissomlyó
- (Borgáta)